# Galería de Arte de Australia del Sur

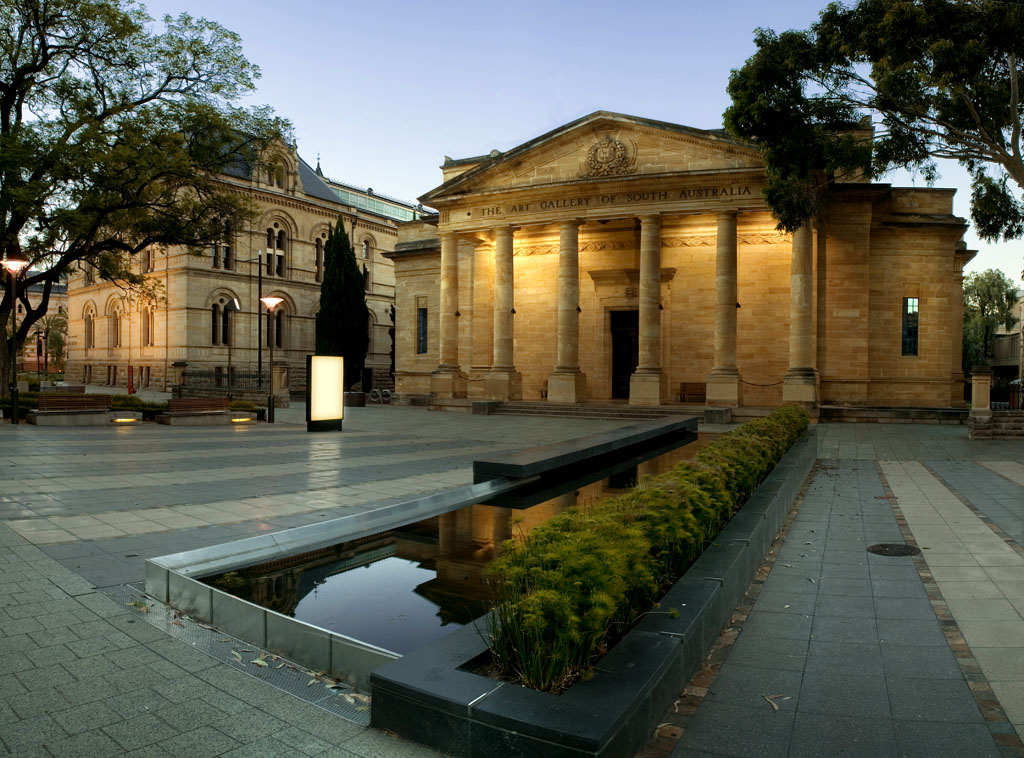
Fachada neoclásica de la Art Gallery of South Australia.

La Galería de Arte de Australia del Sur (en inglés, Art Gallery of South Australia, por su acrónimo, AGSA), fundada como Galería Nacional de Australia del Sur en 1881, se encuentra en Adelaida. Considerada como la colección artística más significativa del Estado de Australia del Sur, posee un acervo de casi 45.000 obras, siendo por tamaño solo inferior a la Galería Nacional de Victoria. Se sitúa en la céntrica calle de North Terrace, flanqueado por el Museo de Australia del Sur al oeste, y la Universidad de Adelaida al este. 
Destaca por su colección de arte europeo, asiático y norteamericano, así como por su famoso conjunto de arte australiano. Con periodicidad anual, se celebra el denominado Tarnanthi, festival de arte aborigen contemporáneo, y frecuentemente diversas exposiciones itinerantes. El edificio que la aloja en estilo neoclásico, fue inaugurado en 1900, bajo proyecto de C. E. Owen Smyth, si bien se siguió trabajando en el edificio con diversas mejoras y añadidos, incluido el pórtico dórico en 1936.
La Galería es famosa por sus colecciones de arte australiano, incluyendo arte indígena australiano y colonial, desde aproximadamente 1800 en adelante. La colección es notable por sus obras del siglo XIX (incluyendo platería y muebles) y, en particular, pinturas impresionistas australianas (a menudo denominada Escuela de Heidelberg). También son importantes sus obras modernistas del siglo XX, y la colección fotográfica.
La colección de arte europeo incluye obras paisajísticas de Jacob van Ruysdael, Salomon van Ruysdael o Joseph Wright of Derby, así como pinturas de Francisco de Goya, Pompeo Batoni, Francesco Guardi y Camille Corot. En la pintura británica pueden reseñarse obras de prerrafaelitas como Edward Burne-Jones, Dante Gabriel Rossetti, William Holman Hunt y John Collier, así como obras de Robert Peake, Antoon van Dyck, Peter Lely y Thomas Gainsborough.